# Karl Gok

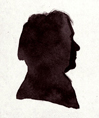
Karl Gok

Karl Christoph Friedrich Gok, auch Gock (* 29. Oktober 1776 in Nürtingen; † 27. Oktober 1849 in Stuttgart) war ein deutscher Verwaltungsbeamter, Weinbauexperte, Autor und Altertumsforscher. Er war ein Halbbruder Friedrich Hölderlins.

## Leben
Karl Gok war ein Sohn des Kammerrats und späteren Nürtinger Bürgermeisters Johann Christoph Gok und der Johanne Christiane Gok, geborene Heyn, verwitwete Hölderlin. Er verlor seinen Vater in früher Kindheit und besuchte zwar die Nürtinger Lateinschule, absolvierte aber aus finanziellen Gründen keine kostspielige Ausbildung oder Universität. Stattdessen wurde er in Nürtingen und ab 1797 in Markgröningen zum Schreiber ausgebildet. Ab 1800 war er Rechnungsprobator in Lichtenstern bei Löwenstein, 1802 wurde er Substitut in Nürtingen, 1803 Amtsschreiber und Amtspfleger in Zwiefalten. Er heiratete Marie Eberhardine Blöst, eine entfernte Verwandte, mit der er zwei Kinder bekam, und wurde 1810 Stadt- und Amtsschreiber in Tettnang. Ab 1811 war er Kameralverwalter in Schwäbisch Gmünd, 1816 wurde er Hof- und Finanzrat beim Departement des Innern und schließlich 1817 Hof- und Domänenrat der Hofdomänenkammer. 1842 trat er in den Ruhestand.

## Verhältnis zu Friedrich Hölderlin
Mit seinem älteren Halbbruder Friedrich stand er in regem Briefwechsel; offenbar benutzte dieser ihn zeitweise als Empfänger seiner offiziellen Post. 1797 lud Friedrich Hölderlin Karl Gok nach Frankfurt ein und machte ihn unter anderem mit Georg Wilhelm Friedrich Hegel und Isaac von Sinclair bekannt. In der Korrespondenz ging Hölderlin auch auf Goks eigene literarische Pläne ein; das Verhältnis zwischen den Halbbrüdern kühlte sich nach einem Erbschaftsstreit nach dem Tod der Mutter zwar zeitweise ab, doch war dies nicht von dauernder Wirkung. Als in den 1840er Jahren die Ausgabe der Sämmtlichen Gedichte Hölderlins vorbereitet wurde, beteiligte Gok sich an diesen Arbeiten. Insbesondere lag ihm daran, in einem biographischen Abriss einige Aussagen „von Waiblinger und einigen anderen schreibseligen Lausbuben“ – so Gok an Cotta, das Wort „Lausbuben“ wurde später durch ein harmloseres ersetzt – zu widerlegen. Ein Brief von 1822 oder 1823 an Karl Gok ist wahrscheinlich der letzte erhaltene Brief Friedrich Hölderlins.

## Eigene Werke

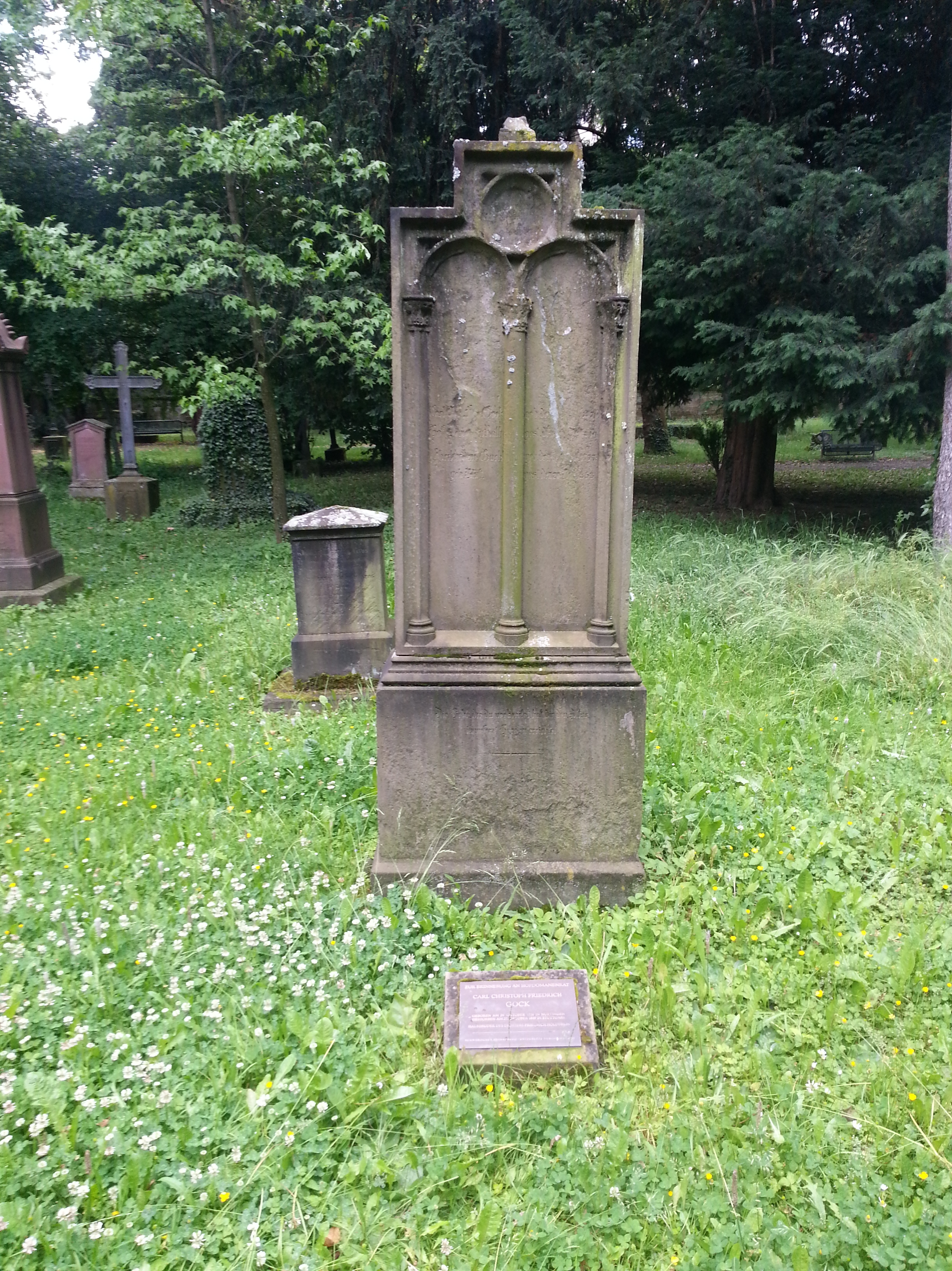
Grabstelle auf dem Hoppenlaufriedhof. Die Gedenktafel des Schwäbischen Heimatbundes (2009) lautet Gock

Gok schrieb auch eigene Werke. Er war ein Fachmann für den württembergischen Weinbau und veröffentlichte 1829 Die Weinrebe mit ihren Arten und Abarten, 1833 Über den Weinbau am Bodensee, an dem oberen Neckar und der schwäbischen Alp [sic!] und 1836–1839 Die Wein-Rebe und ihre Früchte.  Neben der Ampelographie befasste er sich auch mit der Geschichte des Landes, wovon etwa seine Schrift Urkunden und Beiträge zur älteren Geschichte von Schwaben und Südfranken aus den Jahren 1846/47 zeugt.
Karl Gok wurde in Stuttgart auf dem Hoppenlaufriedhof bestattet. Ein neogotisches Sandsteindenkmal bezeichnet die Grabstätte, in der auch Goks Frau ruht. Sein Nachlass befindet sich im Hölderlin-Archiv der Württembergischen Landesbibliothek.

## Ehrung
Als verdienter Weinbaufachmann wurde Karl Gok von König Wilhelm I. von Württemberg 1831 mit dem Ritterkreuz des Ordens der Württembergischen Krone ausgezeichnet, welches mit der Erhebung in den persönlichen Adel (Nobilitierung) verbunden war.